# JAIMIE
JAIMIE（ジェイミー、1992年8月6日 - ）は、日本のファッションモデル、女優、タレント。旧芸名、ジェイミー 夏樹（ジェイミー なつき）。
千葉県出身。ABP inc.、FLOSを経てNumber Eightに所属。

## 略歴
日本とアメリカのハーフ。
2003年、劇団四季のミュージカル『ライオン・キング』のヤングナラ役に抜擢。
2015年4月から2016年3月まで、日本テレビ系情報番組『ZIP!』にレギュラー出演していた。
同年10月より、BS朝日のニュース番組『CNNサタデーナイト』のメインキャスターに就任。
モデルエージェンシーNumber Eightに所属。JAIMIEと改めモデルとして活動する。

## 人物
2016年10月3日に俳優の井上正大と結婚。2017年4月に第1子男児の誕生を報告したが、2020年5月8日に離婚した。
2021年2月26日に俳優の今村謙斗と結婚。同年3月23日に第2子男児を出産した。産後1年から別居期間を経て、1年後に離婚が成立した。

## 出演

### 舞台
- 劇団四季ミュージカル『ライオン・キング』（2003年 - 2005年） - ヤングナラ 役
- 美少女戦士セーラームーン 〜La Reconquista〜（2013年9月） - クイーン・セレニティ 役
- ミュージカル『モンテ・クリスト伯』（2013年12月 - 2014年1月） - ヴァランティーヌ 役
- 赤い靴 〜ドリーム・ドリーム〜（2014年12月） - 主演・カーレン 役
- ミュージカル『白雪姫』（2015年7月） - 主演・白雪姫 役
- スーパーダンガンロンパ2 THE STAGE〜さよなら絶望学園〜（2015年12月） - ソニア・ネヴァーマインド 役

### 情報・バラエティ番組
- お説教アイドル 叱るGENJI（2012年 - 2014年、ABCテレビ） - 準レギュラー・叱〜るメイツメンバー
- ZIP!（2015年4月 - 2016年3月、日本テレビ） - スタジオレギュラー
- CNNサタデーナイト（2015年10月 - 2016年3月、BS朝日） - メインキャスター[3]

### テレビドラマ
- 恋愛内科25時（2005年、TBS） - ともちゃん 役

### 映画
- 天使の牙B.T.A.（2003年8月23日公開） - つぐみ 役
- Flare  フレア（2014年） - コスギヒカル 役[13]

### CM
- 森永乳業「トロピココ」（2014年 - ）
- ユニリーバ「リプトン 朝の紅茶」（2015年）